# شوژگا
شوژگا (به لاتین: Shuzhega) یک منطقهٔ مسکونی در روسیه است که در استان آرخانگلسک واقع شده‌است.